# Mahiszasura

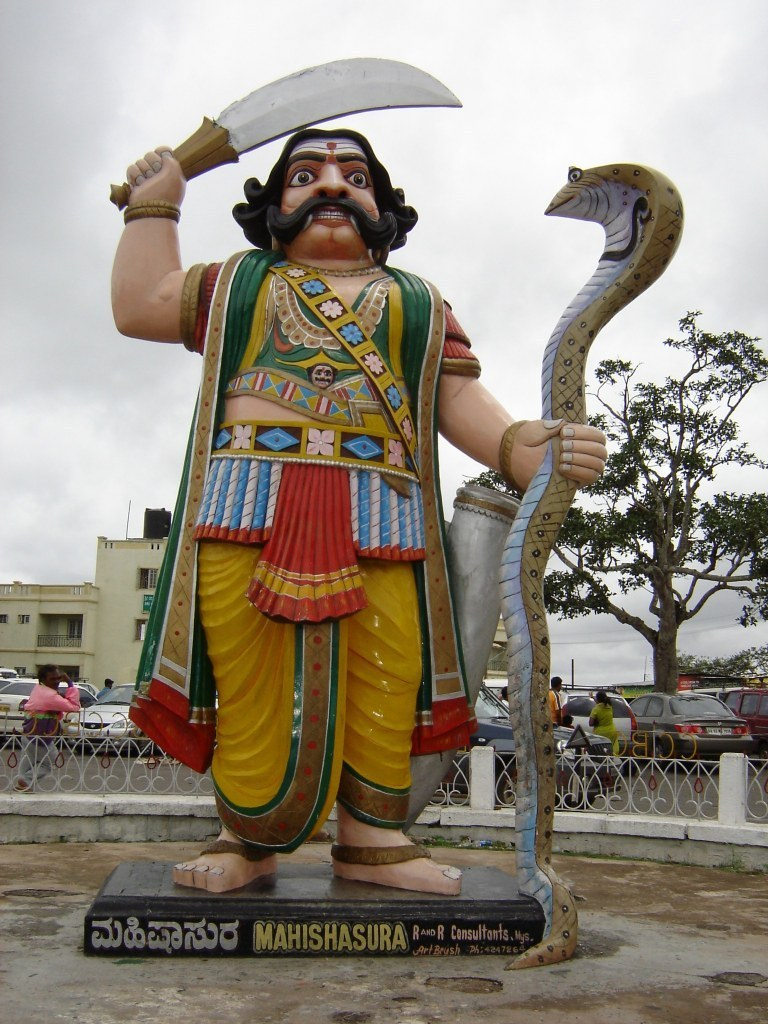
Posąg Mahiszy w Majsurze

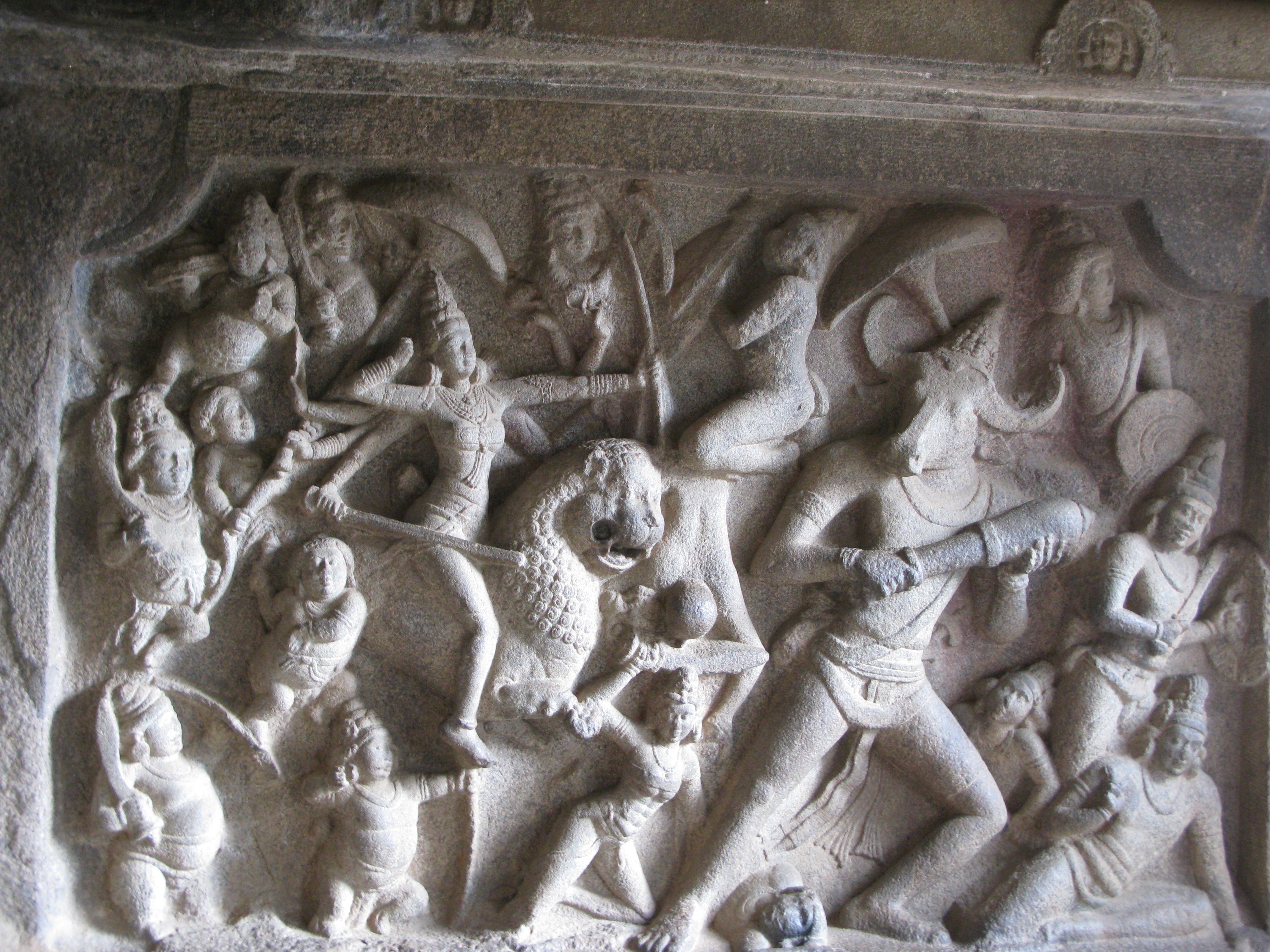
Durga walcząca z Mahiszą

Mahiszasura (dewanagari महिषासुर) – w mitologii indyjskiej demon (asura), przyjmujący postać bawołu (sans. mahisza), który zagroziwszy bogom został w końcu zabity przez boginię Durgę, stąd jeden z jej przydomków, Mahiszasuramardini („zabójczyni demona Mahiszy”). Ta forma Durgi / Ćamundy czczona jest zwłaszcza w Karnatace. W Maisurze, którego nazwa pochodzi od imienia demona, święto Dasara upamiętniające zwycięstwo bogini, obchodzone jest ze szczególną pompą.
Według wersji mitu zapisanego w Mahabharacie Mahisza został zabity przez Skandę.